# Parque das Termas de Vizela
Parque das Termas de Vizela é um espaço de lazer, localizado na  Freguesia de S. João, do concelho de Vizela, distrito Braga, em Portugal.

## História
O parque das Termas de Vizela foi criado entre 1884 e 1886 pelo horticultor José Marques Loureiro e pelo jardineiro-paisagista Jerónimo Monteiro da Costa, autor também de históricos jardins no Porto, como por exemplo, o do Carregal.
É importante acrescentar que o nome da cidade (Vizela) deriva do nome do rio que lhe atravessa, Rio Vizela (rio esse que trespassa o Parque das Termas de Vizela). Este rio nasce nas Serras de Fafe e desagua no Rio Ave e tem cerca de 40km de extensão. O nome Vizela, por sua vez, é um diminutivo do nome Ave, e vem do latim Avicella. 

## Descrição
Considerado o “pulmão” de Vizela, o parque das termas de Vizela, convida à prática do desporto ao ar livre, uma vez que possui uma concentração de árvores gigantescas que nenhum outro parque ou jardim Português administra. 
Estas árvores foram plantadas por Marques Loureiro e atingiram um desenvolvimento luxuriante, emprestando ao local uma
imponência e grandiosidade única. Distinguem-se aqui inúmeras espécies de árvores, algumas delas centenárias.
Oferece ainda, a quem o visita uma unidade hoteleira de 4 estrelas denominado de Hotel Bienestar Termas de Vizela, beneficiando de uma excelente localização.
É um hotel de charme, que alia o conforto à contemporaneidade. Mantendo o traço original, foi completamente restaurado no ano de 2013. Com uma grande aposta na sustentabilidade, todo o edifício é aquecido com energia geotérmica e a iluminação é feita a partir de LEDS.
Este Parque é também conhecido por as suas caldas, isto é, um conjunto de nascentes onde possui águas sulfúricas, sódicas e hipertermais e as suas indicações terapêuticas estão aconselhadas para doenças de vias respiratórias, doenças reumáticas, músculo-esqueléticas e ainda doenças da pele. Os especialistas consideram as águas de Vizela como uma das melhores águas sulfúricas quentes de Portugal. 

## Atividades
No interior do Parque existe um lago, equipamentos destinados à prática de atividades físicas e um local de recreio para os mais pequenos, sendo esta uma oferta suportada também por um distinto e tradicional chalé e um estimulante e moderno campo de Minigolfe.
De construção recente, mais precisamente em 2010, o campo de Minigolfe “Fonseca e Castro”, é um espaço que se encontra no interior do Parque das Termas, sendo também um convite à atividade física e lúdica.
Na Marginal Ribeirinha/ Zona Ribeirinha (com bares de praia fluvial) é possível realizar um circuito pedonal e da ciclovia até ao local onde desagua o Ribeiro de Sá. Está também disponível uma vasta zona verde ao longo da extensão da intervenção, para uso lúdico da sociedade civil. Desta fase faz também parte o Bar do Rio e o Balneário Fluvial, duas novas infraestruturas de apoio à zona fluvial. 
O Parque é atravessado pelos recém construídos Passadiços de Vizela. Com um comprimento de cerca de 5,6Km, ligam as Termas de Vizela (início do trilho) à Cascata de Rompecia (fim do trilho), com um percurso todo ele repleto de contacto com a natureza e com locais de descanso ao longo do caminho. Numa das entradas para estes Passadiços, dentro do Parque, existe também uma zona de lazer com chafarizes e acesso ao rio, estendendo um convite a todos que se quiserem refrescar em dias de calor.
É também um local onde todos os anos ocorrem concertos e atividades, como por exemplo a Festa da Juventude de Vizela. A lista de artistas que já lá tocaram inclui nomes como José Cid, Paco Bandeira, Carolina Deslandes, Wet Bed Gang, etc..

## Localização
Centro da cidade de Vizela, Freguesia de S.João.

## Aspectos de interesse
- Ponte Velha de Vizela, ponte romana